# Ò͘
Cette page contient des caractères spéciaux ou non latins. S’ils s’affichent mal (▯, ?, etc.), consultez la page d’aide Unicode.
Ò͘ (minuscule : ò͘), appelé O point suscrit à droite accent grave, est un graphème utilisé dans la romanisation pe̍h-ōe-jī et le système de romanisation taïwanais.
Il s'agit de la lettre O diacritée d’un point suscrit à droite et d’un accent grave.

## Représentations informatiques
Le O point suscrit à droite accent grave peut être représenté avec les caractères Unicode suivants :
- précomposé (supplément latin-1) :

| formes    | représentations | chaînes de caractères | points de code | descriptions                                                              |
| --------- | --------------- | --------------------- | -------------- | ------------------------------------------------------------------------- |
| capitale  | Ò͘               | Ò◌͘                    | U+00D2 U+0358  | lettre majuscule latine o accent grave diacritique point en chef à droite |
| minuscule | ò͘               | ò◌͘                    | U+00F2 U+0358  | lettre minuscule latine o accent grave diacritique point en chef à droite |

- décomposé (latin de base, diacritiques) :

| formes    | représentations | chaînes de caractères | points de code       | descriptions                                                                          |
| --------- | --------------- | --------------------- | -------------------- | ------------------------------------------------------------------------------------- |
| capitale  | Ò͘               | O◌̀◌͘                   | U+004F U+0300 U+0358 | lettre majuscule latine o diacritique accent grave diacritique point en chef à droite |
| minuscule | ò͘               | o◌̀◌͘                   | U+006F U+0300 U+0358 | lettre minuscule latine o diacritique accent grave diacritique point en chef à droite |